# The Revenge of Shinobi
The Revenge of Shinobi (с англ. — «Месть Cиноби») — видеоигра, вышедшая в Японии под названием  The Super Shinobi (ザ・スーパー忍, «Супер Синоби»), разработана и выпущена компанией Sega в 1989 году для игровой системы Sega Mega Drive.
The Revenge of Shinobi является продолжением аркадной игры Shinobi 1987 года. Музыку к игре написал композитор Юдзо Косиро. Игра была включена в сборники: Mega Games 2, Mega Drive 6 Pak, Sega Classics Arcade Collection (для Mega-CD) и Sega Smash Pack (для ПК и Dreamcast). Имела переиздания для  Wii Virtual Console, PlayStation 3 и Xbox 360. С 2010 года игра доступна в составе сборника SEGA Mega Drive and Genesis Classics для платформ Linux, macOS, Windows, с 2018 — PlayStation 4, Xbox One и Nintendo Switch.

## Игровой процесс
Игра представляет собой традиционный скролинговый платформер, состоящий из восьми уровней. Каждый уровень состоит из трёх сцен: первые две представляют собой платформенные уровни, а третья — битву с боссом. У главного героя игры, Джо Мусаси, есть девять очков здоровья; дополнительные могут быть получены по ходу прохождения уровня.

## Сюжет
После событий первой части игры проходит три года. Neo Zeed — реформированная организация Zeed из оригинальной Shinobi — решается на месть клану Оборо и главному герою игры Джо Мусаси. Neo Zeed убивает его учителя и похищает невесту Наоко. Прибывший Мусаси от умирающего учителя узнаёт о заговоре Neo Zeed и решается пуститься в путешествие, чтобы свершить месть и спасти свою невесту.
Действие игры разворачивается в двух странах: Япония и США.

## Критика
| Иноязычные издания | Иноязычные издания |
| Издание            | Оценка             |
| ------------------ | ------------------ |
| MegaTech           | 94 %               |
| Mega               | 91 %               |
| Wizard             | C-                 |
| Награды            |                    |
| Издание            | Награда            |
| MegaTech           | Гипер-игра         |

Игра получила высокие оценки критиков. Журнал Dragon дал игре пять звёзд из пяти, однако покритиковал игру за слишком сложных боссов. Журнал MegaTech похвалил «геймплей, графику и звук». Mega поставил игру на 18 место в списке лучших игр на Mega Drive всех времён. Гленн Рубенштейн из журнала Wizard высоко оценил графику игры.

## Продолжение
В 1993 году вышло продолжение игры под названием Shinobi III: Return of the Ninja Master.